# شيملا
شيملا (في الهندية शिमला) مدينة هندية تقع في شمال الهند على جبال الهمالايا وهي عاصمة ولاية هيماتشال براديش، تعتبر شيملا من المحطات الأكثر شهرة في الهند، وذلك بسبب طبيعتها الجميلة بشكل كثير.
كانت شملا تعرف باسم مملكة هيل. وإسمها جاء عن الآلهة شيملا، والتي إستنسخت من الآلهة كالي. تشتهر شيملا بالثلوج الكثيفة في الشتاء والتزلج. كما يقصدونها في فصل الصيف لجوها المعتدل.

## المناخ
يظهر الجدول التالي التغييرات المناخية على مدار السنة لشيملا:
| البيانات المناخية لـشيملا                                                                 | البيانات المناخية لـشيملا | البيانات المناخية لـشيملا | البيانات المناخية لـشيملا | البيانات المناخية لـشيملا | البيانات المناخية لـشيملا | البيانات المناخية لـشيملا | البيانات المناخية لـشيملا | البيانات المناخية لـشيملا | البيانات المناخية لـشيملا | البيانات المناخية لـشيملا | البيانات المناخية لـشيملا | البيانات المناخية لـشيملا | البيانات المناخية لـشيملا |
| الشهر                                                                                     | يناير                     | فبراير                    | مارس                      | أبريل                     | مايو                      | يونيو                     | يوليو                     | أغسطس                     | سبتمبر                    | أكتوبر                    | نوفمبر                    | ديسمبر                    | المعدل السنوي             |
| ----------------------------------------------------------------------------------------- | ------------------------- | ------------------------- | ------------------------- | ------------------------- | ------------------------- | ------------------------- | ------------------------- | ------------------------- | ------------------------- | ------------------------- | ------------------------- | ------------------------- | ------------------------- |
| الدرجة القصوى °م (°ف)                                                                     | 21.4 (70.5)               | 22.6 (72.7)               | 25.8 (78.4)               | 29.6 (85.3)               | 32.4 (90.3)               | 31.5 (88.7)               | 28.9 (84.0)               | 27.8 (82.0)               | 28.6 (83.5)               | 25.6 (78.1)               | 23.5 (74.3)               | 20.5 (68.9)               | 32.4 (90.3)               |
| متوسط درجة الحرارة الكبرى °م (°ف)                                                         | 9.3 (48.7)                | 10.3 (50.5)               | 14.5 (58.1)               | 19.8 (67.6)               | 23.0 (73.4)               | 23.8 (74.8)               | 21.3 (70.3)               | 20.5 (68.9)               | 20.4 (68.7)               | 18.9 (66.0)               | 15.4 (59.7)               | 11.9 (53.4)               | 17.5 (63.5)               |
| متوسط درجة الحرارة الصغرى °م (°ف)                                                         | −1.2 (29.8)               | 2.4 (36.3)                | 6.1 (43.0)                | 10.8 (51.4)               | 13.6 (56.5)               | 15.1 (59.2)               | 14.6 (58.3)               | 14.2 (57.6)               | 12.9 (55.2)               | 10.5 (50.9)               | 7.0 (44.6)                | 4.0 (39.2)                | 9.5 (49.1)                |
| أدنى درجة حرارة °م (°ف)                                                                   | −10.6 (12.9)              | −8.5 (16.7)               | −6.1 (21.0)               | −1.3 (29.7)               | 1.4 (34.5)                | 7.8 (46.0)                | 9.4 (48.9)                | 10.6 (51.1)               | 5.0 (41.0)                | 0.2 (32.4)                | −1.1 (30.0)               | −12.2 (10.0)              | −12.2 (10.0)              |
| الهطول مم (إنش)                                                                           | 53.0 (2.09)               | 63.8 (2.51)               | 68.9 (2.71)               | 61.3 (2.41)               | 83.8 (3.30)               | 185.3 (7.30)              | 333.0 (13.11)             | 296.7 (11.68)             | 148.7 (5.85)              | 36.3 (1.43)               | 22.5 (0.89)               | 21.4 (0.84)               | 1٬374٫6 (54.12)           |
| متوسط تساقط الثلوج سم (إنش)                                                               | 42 (17)                   | 43 (17)                   | 7 (2.8)                   | 0 (0)                     | 0 (0)                     | 0 (0)                     | 0 (0)                     | 0 (0)                     | 0 (0)                     | 0 (0)                     | 0 (0)                     | 7 (2.8)                   | 99 (39.6)                 |
| متوسط الأيام الممطرة                                                                      | 4.5                       | 5.3                       | 5.9                       | 4.6                       | 6.3                       | 10.1                      | 17.2                      | 16.2                      | 8.8                       | 2.2                       | 1.5                       | 1.8                       | 84.5                      |
| متوسط الأيام المثلجة                                                                      | 4.2                       | 4.2                       | 1.4                       | 0.0                       | 0.0                       | 0.0                       | 0.0                       | 0.0                       | 0.0                       | 0.0                       | 0.1                       | 1.3                       | 11.2                      |
| المصدر: India Meteorological Department (record high and low up to 2010, snow, 1990–2010) |                           |                           |                           |                           |                           |                           |                           |                           |                           |                           |                           |                           |                           |

## توأمة
لشيملا اتفاقيات توأمة مع:
- كاربوندال

## أعلام
- جون هنت
- بريتي زينتا
- جوني جونسون
- أنوبام خير
- جيمس كوينتون